# Infamara Dabó
Infamara Dabó (Guiné-Bissau, 1 de dezembro de 1969) mais conhecido como Vando, é um ex-jogador e atual treinador de futebol guineense. Atualmente comanda o SC Portos de Bissau. Como jogador, Vando representou o Mavegro FC e a Seleção Nacional da Guiné-Bissau.